# Pedro Urra
Pedro Arnoldo Urra Veloso (Temuco, 10 de julio de 1938) es un político del Partido Demócrata Cristiano y a partir de 1971 de la Izquierda Cristiana. Diputado por la Vigesimoprimera Agrupación Departamental "Temuco, Lautaro, Imperial, Pitrufquén y Villarrica", Región de La Araucanía, en dos periodos consecutivos entre 1965 y 1973.

## Biografía
Nació en Temuco, el 10 de julio de 1938. Hijo de Pedro Juan Urra Acuña y Elba Rosa Veloso.
Se casó en Concepción el 18 de marzo de 1966 con Miriam del Carmen Álvarez Maturana.
En las elecciones parlamentarias de 1965 fue elegido diputado por la Vigesimoprimera Agrupación Departamental Temuco, Lautaro, Imperial, Pitrufquén y Villarrica, período 1965-1969. Integró la Comisión Permanente de Constitución, Legislación y Justicia; la de Agricultura y Colonización; la de Hacienda; la de Gobierno Interior; y la de Integración Latinoamericana. Miembro de la Comisión Especial Investigadora sobre crisis del fútbol profesional (1967-1968); y la del problema universitario en 1969. Durante su labor fue miembro del Comité Parlamentario Demócrata Cristiano entre 1966 y 1967.
En las elecciones parlamentarias de 1969 fue reelecto diputado por la misma Vigesimoprimera Agrupación Departamental, Temuco, Lautaro, Imperial, Pitrufquén y Villarrica, período 1969-1973. Integró la Comisión Permanente de Hacienda.
En 1971 se incorporó a la Izquierda Cristiana.
Actualmente se encuentra retirado de la política.